# Formații de muzică pop 3
Formații de muzică pop 3 reprezintă al treilea disc al seriei Formații rock și a fost editat de casa de discuri Electrecord din România. Apariția acestui LP marchează debutul pe un material discografic a două dintre cele mai longevive trupe românești: Iris și Holograf. Ambele vor cunoaște succesul începând cu decada următoare și într-o configurație diferită față de cea cu care figurează pe acest album, având alți soliști vocali. Piesa „Lungul drum al zilei către noapte” a grupului Holograf îl are ca solist pe Ștefan Rădescu, cel care a semnat și textul. În cazul formației Iris, piesa „Corabia cu pânze” a fost înregistrată în studioul muzical al Televiziunii Române, în anul 1978, în componența: Nelu Jecan (solist vocal), Nuțu Olteanu (chitară, voce), Sorin Chifiriuc (chitară bas, voce), Nelu Dumitrescu (baterie). Pe coperta discului de față, piesa este atribuită lui Sorin Chifiriuc, însă pe albumele Iris unde ea apare refăcută – Mătase albă (2002) și Cei ce vor fi (2007) – Emil Lechințeanu este menționat ca autor al muzicii și al textului. „Drum prin câmpie”, piesă jazz rock instrumentală, ce figurează ca fiind creație comună a celor de la Basorelief, a fost refăcută mult mai târziu și apare pe albumul Ploaie în Macondo (2014), unde este trecută ca fiind compusă de Iulian Vrabete (cel care ulterior va deveni basistul trupei Holograf).

## Lista pistelor
În paranteze sunt indicate numele compozitorului fiecărei piese și acela al textierului.
1. Basorelief – Drum prin câmpie (compoziție colectivă / instrumentală)
2. Iris – Corabia cu pânze (Sorin Chifiriuc / Sorin Chifiriuc)
3. Columna – Veniți, prieteni (Constantin Tolea / Constantin Tolea)
4. Holograf – Lungul drum al zilei către noapte (Mihai Pocorschi / Ștefan Rădescu)
5. Grup '74 – Veniți să cântăm (Alexandru Albiter / Daniil Proca)
6. Academica – Fata visătoare (Mircea Romcescu / George Oprea)
7. Betta – Lae Chioru (Alioșa Barcsok / Octavian Goga)
8. Cristal – Limba noastră (Puiu Crețu / Cicerone Theodorescu)
9. Cromatic – Evoluție (Marin Petrache Pechea / instrumentală)